# Mónica Spear
Mónica Spear Mootz (1 de outubro de 1984 — 6 de janeiro de 2014), mais conhecida como Mónica Spear, foi uma atriz venezuelana. Era a Miss Venezuela, em 2004.